# Master of Letters
Der Master of Letters (übliche Abkürzung als MLitt, von lat.: Magister litterarum) ist ein akademischer postgradualer Studienabschluss in einem rechts-, literatur-, kunst-, geschichts- oder wirtschaftswissenschaftlichen Forschungsstudiengang. Zu finden sind Abschlüsse dieser Art (Research Master Degrees) überwiegend in Großbritannien, Irland, Australien und seltener auch in den USA.

## Großbritannien
Der MLitt wird an einigen Hochschulen in Großbritannien vergeben, darunter die prestigeträchtigen Universitäten University of St Andrews, University of Cambridge, University of Glasgow und University of Oxford.
Die meisten Universitäten verfahren ähnlich wie die Bristol University, indem sie als Zugangsvoraussetzung verlangen, dass der Hochschulsenat den graduierten Bewerber handverlesen prüft und akzeptiert. Der MLitt ist dabei nicht selten hierarchisch höher bewertet als der „Master of Philosophy“ und wird wie seitens der Wycliffe Hall der University of Oxford obligatorisch vom vorherigen Erwerb eines Grades wie „Master of Studies“ oder „Master of Philosophy“ abhängig gemacht.
Viele Hochschulen in England, Wales und Schottland haben „Master of Letters“-Studiengänge als Alternative zu „Master of Philosophy“ oder „Master of Science“ im Angebot. Die Forschungsstudiengänge sind in der Regel zweijährig und enthalten keine oder nur wenig verpflichtende Kurse.
Man findet diesen Abschluss auch in einem weiten Feld von Wirtschaftslehren wie International Business, aber auch von Geisteswissenschaften wie Divinity, Fine Art, Humanities oder Social Sciences.

## Irland
Angeboten wird der Master an der National University of Ireland und am Trinity College (Dublin).

## Australien
Hochschulen in Australien bieten MLitt-Graduierung in einer Vielzahl von Studiengängen wie z. B. Creative Writing (Kreatives Schreiben), Film, History, Liberal Studies, Literature, Media Studies (Medienwissenschaft) und Visual Culture (Bildwissenschaft) an.

## Vereinigte Staaten (USA)
Der M.Litt. wird in den USA nur an vier Hochschulen vergeben.
- Das Middlebury College in Vermont bietet den Abschluss für hochqualifizierte Bachelors in Literaturwissenschaft.[17]
- Die Drew University in New Jersey bietet den Grad im Rahmen ihres „Doctor of Letters“.[18]
- Das Mary Baldwin College in Virginia vergibt einen spezifischen M.Litt. für vertiefte zweijährige Forschung über Shakespeare und Renaissanceliteratur.[19] Es handelt sich um eine Zwischen-Graduierung innerhalb seines dreijährigen „Master of Fine Arts“-Bildungsgangs.
- Die Oxford Graduate School in Tennessee hat ebenfalls einen M.Litt.-Abschluss, der hier für den Studiengang „Family Life Education and Organizational Leadership“ vergeben wird.[20]